# STS-71
STS-71 — космічний політ шатла «Атлантіс» за програмою «Спейс Шаттл». STS-71 була третьою місією спільної програми США / Росія Шаттл-Мир, яка здійснила перше стикування шатла до «Миру».
Місія розпочалася 27 червня 1995 року зі стартового майданчика «39А» космічного центру ім. Кеннеді, штат Флорида. Місією доставлено додатковий екіпаж із двох космонавтів — Анатолія Соловйова і Миколи Бударіна — до станції та повернено на Землю астронавта Нормана Тагарда. Це був перший політ із семи місій «Атлантіс» на станцію.
П'ятиденна стиковка ознаменувала створення найбільшого космічного корабля на орбіті того часу, першу в історії заміну членів екіпажу на орбіті і 100-й пілотований запуск космічного корабля з боку Сполучених Штатів.

## Екіпаж
- Роберт Гібсор (5[3]), командир;
- Чарлз Джозеф Прекот[en] (2), пілот;
- Еллен Луїза Шулман Бейкер (3), фахівець місії;
- Бонні Джинн Данбар (4), фахівець місії;
- Грегорі Джордан Гарбо[en] (3), фахівець місії.

Запуск команди Мир-19;
- Анатолій Соловйов (4);
- Микола Бударін (1).

Посадка команди Мир-18
- Нормана Тагарда[en] (5);
- Дежуров Володимир[en] (1);
- Стрекалов Геннадій Михайлович (5).

## Галерея

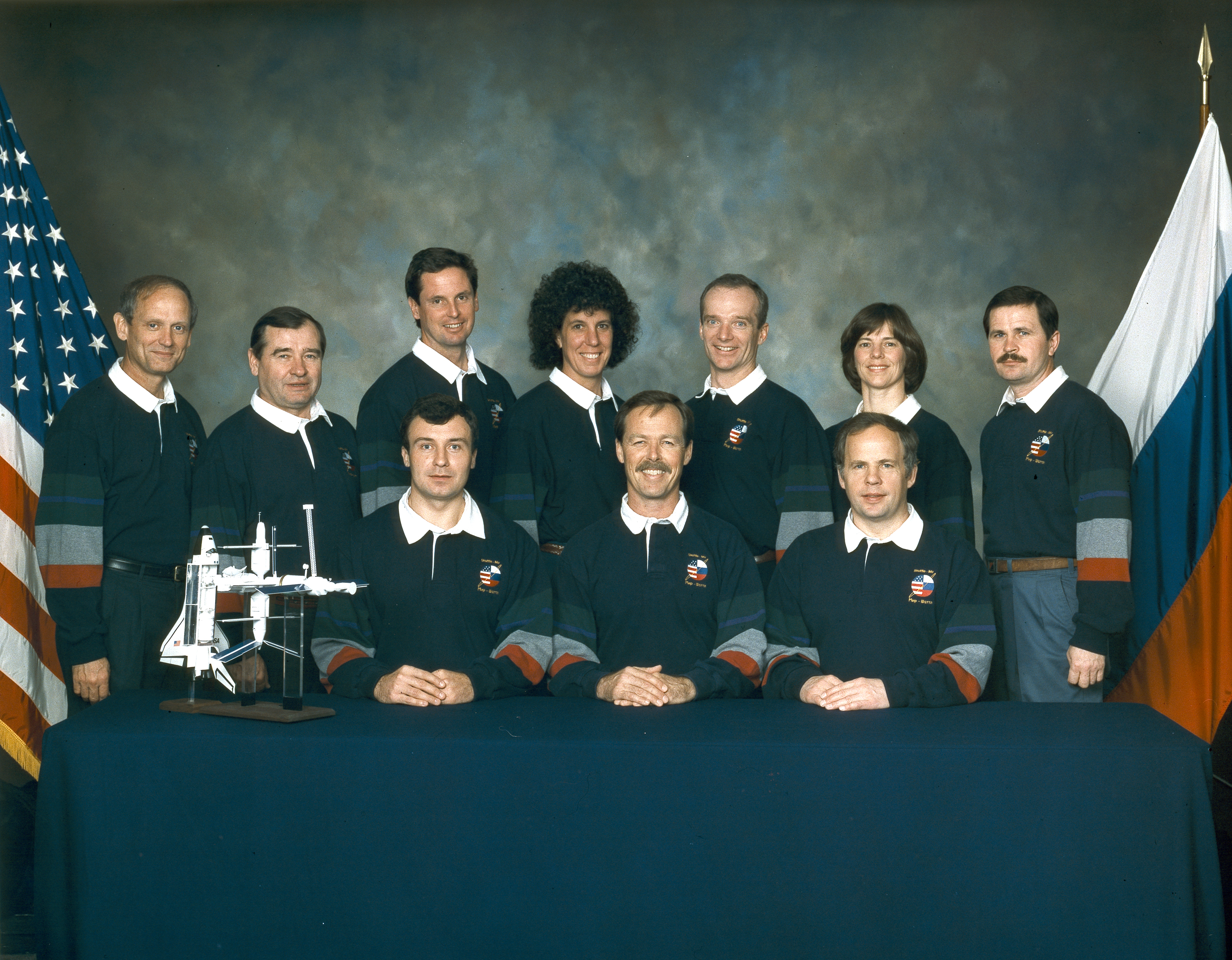
Екіпаж STS-71: Зліва направо — Сидячи: Дежуров, Гібсон, Соловйов; Стоячи: Тагард, Стрекалов, Харбо, Бейкер, Прекорт, Данбар, Бударин
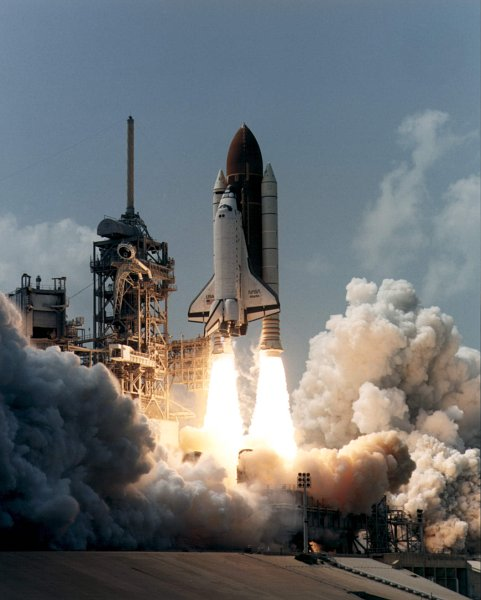
Зліт шатла «Атлантіс», місія STS-71.
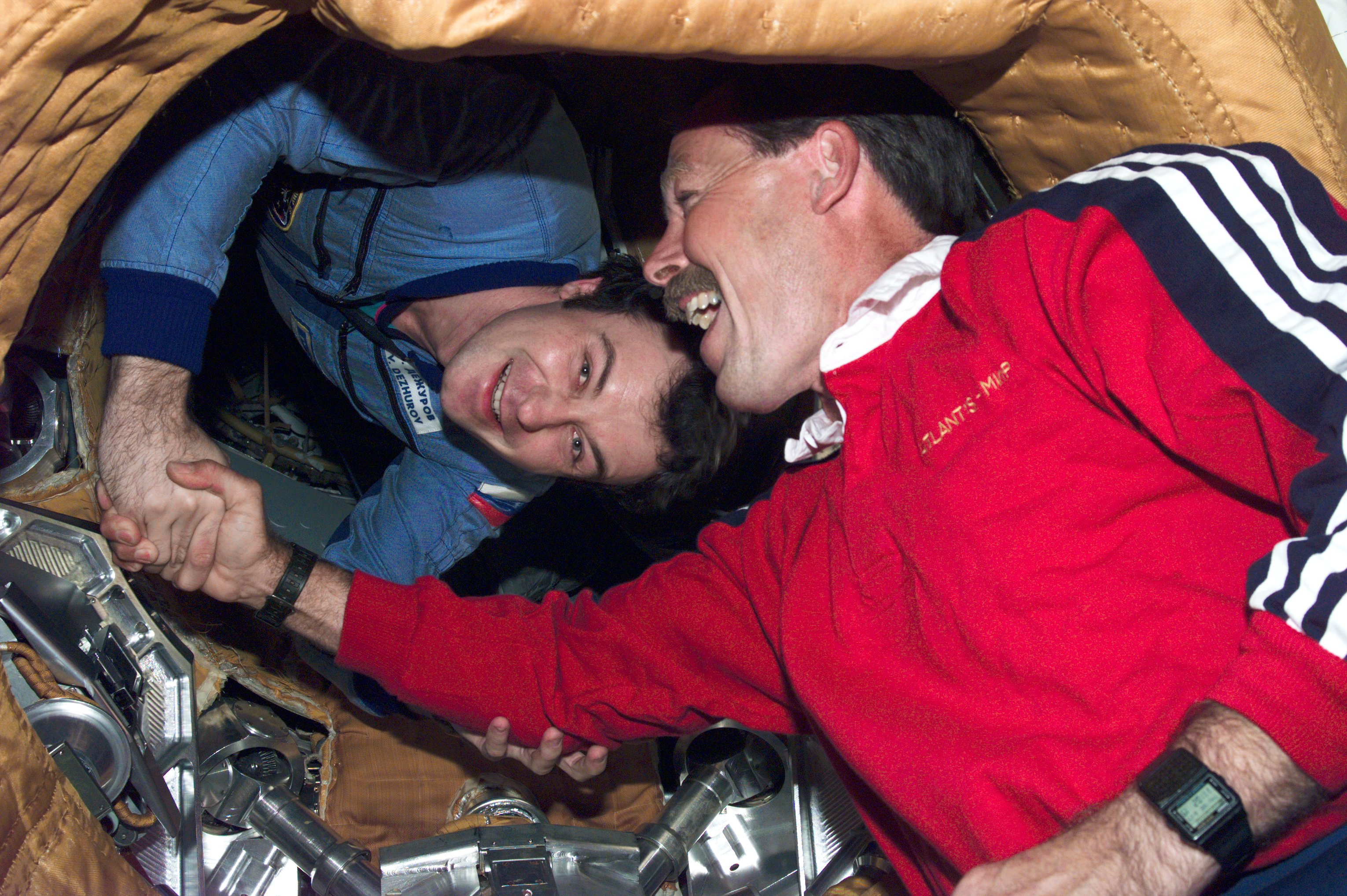
Російський космонавт та американський астронавт тиснуть один одному руки на орбіті.